# Ruud-Jan Kokke
Rudolfus Johannes Hedricus Maria (Ruud-Jan) Kokke (Velp, 7 maart 1956) is een Nederlandse vormgever die zijn carrière begon in de jaren tachtig. Hij is vooral bekend om zijn vernieuwende objecten, meubels, interieurs en ontwerpen voor de openbare ruimte. Hij ontving meerdere nominaties en prijzen.

## Carrière
Ruud-Jan Kokke studeerde aan de Sociale Academie in Enschede en aan de Academie voor Beeldende Kunsten te Arnhem. Hij wordt gezien als een ontwerper in de traditie van Gerrit Rietveld; ook Kokke vervaardigde zijn eerste stoelen zelf. In 1986 vestigde hij zijn eigen label, Ruud-Jan Kokke Product & Design. Sindsdien worden zijn meubels geproduceerd door bedrijven als Spoinq, Metaform, Spectrum Design Eindhoven, Kembo, Auping en Ahrend. Zijn eerste interieurontwerpen dateren van begin jaren negentig. In nauwe samenwerking met zijn partner Petra Hartman ontwerpt hij tevens interieurs voor scholen.

## Objecten
De Kokkestoel, ontworpen in 1984, werd door Metaform in 1988 in productie genomen en bevindt zich in de collectie van Stedelijk Museum Amsterdam. Deze stoel is opgebouwd uit dunne, houten latjes en heeft een transparant en tegelijk stoer karakter. De kruk TC uit 1990 ontwierp hij voor Museum Boijmans Van Beuningen in Rotterdam. Deze kruk dankt zijn naam aan Trees Coenders, die voor haar museumrondleidingen op zoek was naar een krukje dat handzaam, licht en stapelbaar was. De kruk wordt ook in andere instellingen gebruikt en werd aangekocht door het MoMa New York, onder de naam Wander Stacking Stool. Vier jaar later, in 1992, ontwierp Kokke de Kokkestok, een wandelstok met een grote krul en  rubberen strips aan de zijkanten. Diverse andere ontwerpen volgden, vaak in opdracht, zoals de stoelen voor het restaurant van het Provinciehuis in Groningen (1991), het bed Next voor Auping (1996) en de bank Run voor Ahrend (2009). In nauwe samenwerking met orthopedisch chirurg Piet van Loon ontwikkelde hij in 2013 Zami, een ergonomische kruk.
In 2021 richtte zijn dochter Romy met haar man Kokke House op, dat de Kokkestoel en andere ontwerpen opnieuw op de markt bracht.

## Interieurdesign en ontwerpen voor de openbare ruimte
Midden jaren negentig gaat Kokke zich ook toeleggen op het ontwerpen van interieurs en van 'openbare ruimten' zoals parken en ook renovaties en restauraties van gebouwen, zoals die van het stadhuis van Arnhem (2007/2008) en van een aantal Rabobankvestigingen. Vanaf 2000 ontwerpt Kokke ook schoolinterieurs, zoals het interieur van het Mozaïek College te Arnhem (2001/2002), Het Stedelijk te Zutphen (2010) en het Canisius College te Nijmegen (2016). Hij richt ook pleinen in, zoals in 2008 het Olympiaplein te Amsterdam.

## Museale aankopen
- Kruk TC: MoMA New York, Cooper Hewitt New York; Museum für Angewandte Kunst Köln; Stedelijk Museum Amsterdam; Kunstgewerbe Museum Berlin; Design Museum Kopenhagen
- Kokkestoel: Museum für Angewandte Kunst Köln; Stedelijk Museum Amsterdam
- Tray: Museum Arnhem
- Moment: Stedelijk Museum Amsterdam[11] Museum Arnhem
- Kokkestok: Museum Boijmans van Beuningen Rotterdam; MoMA New York; Stedelijk Museum Amsterdam
- Chair OT: Stedelijk Museum Amsterdam[12]

## Tentoonstellingen
- 1994: Museum Für Angewandte Kunst Köln: Made in Holland, Design aus den Niederlanden
- 1996: MoMA New York: Thresholds, Contemporary Design from the Netherlands
- 2010: Lingam: Utrecht, Stockholm, Mons, New York
- 2012: Alliantie, Duo's Ellecom

## Prijzen en nominaties
- Kruk TC: The International Contemporary Furniture Fair New York, 1992; Form '92, Frankfurt, 1992
- Kokkestok: Vormgevingsprijs Gelderland, 1994; Rotterdam Designprijs, 1995
- Moment: Good Industrial Design Recognition, 1995; Industrie Forum Design Award Hannover, 1996; Red Dot, Design Innovation Award of Design Centre North Rhine-Westphalia, 1996
- Stoel Harvink: Dutch Furniture Award, 1997
- Fence: Design to Business (publieksprijs), 2008; Dutch Design Award, 2008[13]
- Stadhuis Arnhem: Arnhem Willem Diehlprijs, 2009
- Roterende keuken: MKB Innovatie Top Honderd, 2013
- Paviljoen Stadsblokken Arnhem: Nederlandse Staalprijs, 2016

## Selectie van werken
- 1990: Kruk TC, Museum Boijmans van Beuningen, Rotterdam
- 1994: Meubilering, Design Instituut Amsterdam
- 1991: Meubilering, Restaurant Provinciehuis, Groningen
- 1997: Inrichting studentenkamers (in totaal 1160), Wageningen
- 1998: Straatvoetbalveld, Amsterdam
- 1999: Inrichting studentenkamers en appartementen voor hoogleraren, Leiden
- 2001: Mozaïek College, Arnhem
- 2003: Beekdal Lyceum, Arnhem
- 2004: Hekwerk Olympiaplein; Halve Maan, Amsterdam
- 2004: Brede School, Oosterbeek
- 2004: Parkeerplaats Pompekliniek, Nijmegen
- 2005/2014: Inrichting vijf Rabobankvestigingen
- 2007/2008: Renovatie en restauratie Het Stadhuis en het Stadhuisplein, Arnhem
- 2011: T-huis Presikhaaf, Arnhem
- 2012: Ontwerp paswoningen, Het Dorp, Arnhem
- 2015: Bruggen, balkons en balustrades Coolhaven, Rotterdam
- 2016: Toegang Botanische tuin Zuidas, Amsterdam
- 2016: Zomerpaviljoen Stadsblokken. Arnhem
- 2016: Folly Koningsberg, Rozendaal
- 2024: Hekwerk roeivereniging De Hoop, Amsterdam

## Publicaties
- Alphen, Frans van, "Nooit meer met krukken langs de deur", NRC Handelsblad, 4 juni 1992
- Horsham, Michael, Jennifer Hudson and Richard Sapper, The International Design Yearbook 1998, Londen 1998, ISBN 1856691241
- Houtenbrink, Erwin, Ida Jager and Johannes Niemeijer, Het meubelboek: Nederlands meubelontwerp 1986-1996, Den Haag 1996, ISBN 9090101519
- Lueg, Gabriele (ed.), Made in Holland, Design aus den Niederlanden, Tübingen en Berlijn 1994, ISBN 3803030617
- Morgan, C. Lloyd (auteur) en Alessandro Mendini (ed.)The International Design Yearbook 1996, Londen 1996, ISBN 1856690806
- Vöge, Peter and Bab Westerveld, Stoelen, Nederlandse Ontwerpen 1945 – 1985, Amsterdam 1986, ISBN 9029081139
- Byars,Mel, The Design Encyclopedia, Bussum 2004 Thoth, ISBN 9068683659
- NAi Publishers Rotterdam Stedelijk Museum Amsterdam, The furniture Collection Stedelijk Museum Amsterdam 2004, ISBN 9056621947

## Privé
Hij is getrouwd met beeldend kunstenaar Petra Hartman.